# 坎波马焦雷
坎波马焦雷（義大利語：Campomaggiore），是意大利波坦察省的一个市镇。总面积12平方公里，人口874人，人口密度72.8人/平方公里（2009年）。ISTAT代码为076017。